# Unité urbaine de Cadillac-sur-Garonne
L'unité urbaine de Cadillac est une unité urbaine française centrée sur la ville de Cadillac  département de la Gironde.

## Données globales
En 2010, selon l'Insee, l'unité urbaine de Cadillac était composée de trois communes, toutes situées dans l'arrondissement de Langon, subdivision administrative du département de la Gironde.
Lors de la redéfinition des périmètres des unités urbaines de 2020, l'unité urbaine de Cadillac a intégré la commune de Laroque, portant ainsi son nombre de communes à quatre.
L'unité urbaine de Cadillac représente un pôle urbain de l'aire urbaine de Bordeaux.

## Délimitation de l'unité urbaine de 2020
Liste des communes appartenant à l'unité urbaine de Cadillac selon la nouvelle délimitation de 2020 et sa population municipale.
| Nom                  | Code Insee | Statut | Superficie (km2) | Population (dernière pop. légale) | Densité (hab./km2) |
| -------------------- | ---------- | ------ | ---------------- | --------------------------------- | ------------------ |
| Béguey               | 33040      |        | 3,16             | 1 257 (2022)                      | 398                |
| Cadillac-sur-Garonne | 33081      |        | 5,44             | 2 727 (2022)                      | 501                |
| Laroque              | 33231      |        | 2,97             | 288 (2022)                        | 97                 |
| Loupiac              | 33253      |        | 9,57             | 1 087 (2022)                      | 114                |

## Évolution démographique
L'évolution démographique ci-dessous concerne l'unité urbaine de Cadillac délimitée selon le périmètre de 2020.
| 1968  | 1975  | 1982  | 1990  | 1999  | 2009  | 2014  | 2017  | 2018  |
| ----- | ----- | ----- | ----- | ----- | ----- | ----- | ----- | ----- |
| 5 954 | 5 696 | 5 074 | 4 735 | 4 450 | 4 863 | 5 342 | 5 367 | 5 408 |

### Articles externes
- L'unité urbaine de Cadillac sur le splaf Gironde
- Composition communale de l'unité urbaine de Cadillac selon le zonage de 2010
- Composition communale de l'unité urbaine de Cadillac selon le nouveau zonage de 2020